# 威廉·R·皮爾斯
威廉·R·皮爾斯（英語：William Ray Peers，1914年6月14日—1984年4月6日），是一位美國陸軍將軍，最為著名的是領導同行委員會，對越南戰爭期間的美萊村大屠殺進行了調查。

## 生平
皮爾斯於1914年 出生於艾奧瓦州斯圖爾特，在加利福尼亞州科維納長大，身邊的同事經常用他的中間名“雷”來稱呼他。他就讀於加州大學洛杉磯分校，擔任Sigma Pi兄弟會分會主席，並且是棕熊隊橄欖球隊、摔角隊和橄欖球隊的成員。他還是Blue Key的成員和後備軍官訓練隊的隊長。1937年畢業於教育學院，獲得學位。
在普雷西迪奧服役一年後，他於1938年獲得了正規陸軍委任狀。收到任命後，他被分配到英尺的第一步兵團，位於懷俄明州沃倫。當時，第一團是新裝備、戰術和組織的試驗單位。
當美國加入第二次世界大戰時，皮爾斯被招募到戰略情報局。他加入了101支隊，在中緬印戰區對日軍進行游擊行動。起初，他擔任該部隊的作戰和訓練官，1943年該部隊上校卡爾·F·艾夫勒（Carl F. Eifler）因傷致殘後，他成為該部隊的指揮官。他一直擔任該職位直至1945年，當時他成為戰略情報局在中國以南地區所有行動的指揮官，駐揚長江。以此身份，他率領一支中國國民黨傘兵突擊隊進入南京，在停戰前從共產主義中國手中奪取了這座前中國首都。
第二次世界大戰後，皮爾斯加入中央情報局，建立了該機構的第一個培訓項目。朝鮮戰爭期間，他指揮中國國民黨軍隊從緬甸的秘密基地進入中華人民共和國南部地區進行秘密行動。
從中國回來後，他就讀於著名的陸軍戰爭學院，隨後擔任了一系列情報和參謀職務。憑藉他在亞洲叛亂戰爭方面的專業知識，他的職業生涯在越南戰爭期間的繁榮是不可避免的。最初，皮爾斯擔任負責特種作戰的助理副參謀長。第二年，他成為參謀長聯席會議反叛亂和特別活動特別助理。
1967年1月，他以少將身份被任命為第4步兵師（“常春藤師”）第32師師長。14個月後，他晉升為中將，指揮越南軍級第一野戰部隊的5萬名美軍士兵。第一野戰部隊以中部高地為基地，由美國在越南最具侵略性的一些部隊組成，包括第1騎兵師、第101空降師和第173空降旅。同行們還協調了四個南越部隊和韓國派遣的兩個精銳師的行動。在他的領導下，盟軍在1967年11月的達托戰役和1968年8月的德立戰役中果斷但頗具爭議地擊敗了越共游擊隊和北越正規軍。278名美國士兵在佔領875號高地時陣亡，北越軍隊最終佔領了疏散（Dak To 875山）。
1969年，皮爾斯奉威廉·魏摩蘭將軍之命調查美萊村屠殺，因其公平和客觀的聲譽而被選中。1970年，皮爾斯發表了關於該事件的報告。休·湯普森和他的直升機機組人員是唯一試圖阻止大屠殺的士兵，他在談到皮爾斯的報告時說道：
陸軍讓威廉·R·皮爾斯中將進行調查。他進行了非常徹底的調查。國會根本不喜歡他在調查中，由於他毫不留情，他建議對我認為有34人進行軍事法庭審判，不一定是因為謀殺，而是因為掩蓋事實。實際上，掩蓋階段可能和大屠殺本身一樣糟糕，因為他建議對一些階層非常高的人送上軍事法庭。
1984年4月6日，皮爾斯在舊金山要塞的萊特曼陸軍醫療中心因心肌梗塞去世，享年69歲。

## 出版物
- Peers, William R. and Dean Brelis. Behind the Burma Road. Boston: Little, Brown & Co., 1963.
- Peers, William R., Joseph Goldstein, Burke Marshall, and Jack Schwartz. The My Lai Massacre and Its Cover-Up: Beyond the Reach of Law?: The Peers Commission Report. Free Press, 1976.  ISBN 978-0029122303
- Peers, William R. (1970). Robert E. Lester, ed. The Peers inquiry of the massacre at My Lai （页面存档备份，存于）. Bethesda, MD: University Publications of America, 1996. ISBN 978-1556556609
- Peers, William R. My Lai Inquiry. W W Norton & Co Inc., 1979. ISBN 978-0393011845

## 流行文化
奧利弗·史東執導的電影《美萊村屠殺》由布魯斯·威利斯飾演威廉·皮爾斯。這個電影項目被取消了。